# Yoshio Nakano
Pour les articles homonymes, voir Nakano (homonymie).
Yoshio Nakano 中野 好夫; 2 août 1903 - 20 février 1985) est un traducteur et théoricien de la littérature japonais.
Spécialiste de littérature anglaise, il enseigne le théâtre élisabéthain et la littérature américaine de 1935 à 1953 à l'université de Tokyo et en 1956-57 à l'université Stanford. Des ouvrages tels que Arabia no Rorensu (« Lawrence d'Arabie », 1940), Okinawa mondai nijūnen (« la Question d'Okinawa vingt ans après », 1965), Suwifuto-kō (« Étude sur Swift », 1969) et Eibungaku yobanashi (« Conversations nocturnes sur la littérature anglaise », 1971) témoignent de son large éventail d'intérêts.
Il a également traduit, entre autres, Le Marchand de Venise de William Shakespeare, Les Voyages de Gulliver de Swift et L’Envoûté de William Somerset Maugham et a écrit la biographie en trois volumes de Roka Tokutomi, pour laquelle il a reçu en 1974 le prix Jirō Osaragi. Il est également lauréat en 1974 du prix Mainichi de la culture et en 1982 du prix Asahi.

## Source
- (en) Shūichi Katō, A Sheep’s Song : A Writer’s Reminiscences of Japan and the World, University of California Press, 1999, 470 p. (ISBN 978-0-520-21979-3, lire en ligne), p. 128

## Source de la traduction
- (de) Cet article est partiellement ou en totalité issu de l’article de Wikipédia en allemand intitulé « Nakano Yoshio » (voir la liste des auteurs).